# Mária Jeršová-Opočenská
Mária Jeršová-Opočenská (11. července 1899 Královské Vinohrady – 14. února 1978 Praha) byla slovensko-česká archivářka. Stala se první odborně vzdělanou archivářkou na Slovensku, jež se zasloužila o vznik a rozvoj Archivu Slovenského národního muzea (dnes Etnografické muzeum) v Turčianskem Svätem Martině (od roku 1950 město Martin), a také výrazným způsobem přispěla k rozvoji slovenského archivnictví.

## Životopis
Po absolvování maturitní zkoušky roku 1918 se rozhodla pro studium historie a filozofie na Filozofické fakultě Univerzity Karlovy (1918–1922). Zde měla možnost poslouchat přednášky takových profesorů, jakými byli např. Josef Pekař, Josef Šusta, Kamil Krofta nebo Čeněk Zíbrt. Paralelně se studiem na FF UK navštěvovala Mária Jeršová tehdy nově zřízenou Státní archivní školu (1920–1923). Roku 1923 složila na FF UK rigorózní zkoušku, stala se doktorkou filozofie (získala titul PhDr.) a úspěšně ukončila i studium na Státní archivní škole, a to prací s názvem Studie o pramenech k hospodářským dějinám kláštera sv. Jiří na hradě Pražském v 16. a 17. století.
Svou pracovní dráhu začala v pražských archivech. Nejprve působila v Archivu Národního muzea, poté nastoupila do Zemského archivu českého a krátce pracovala rovněž v Československém státním historickém ústavu. Právě Československý státní historický ústav ji umožnil stipendijní pobyt v Římě a vatikánských archivech, který absolvovala v letech 1924–1925. V době tohoto stipendijního pobytu soustřeďovala ve vatikánských archivech slovacika z období pontifikátu Klementa VI., a to pro edici Monumenta Vaticana Slovaca, která se ovšem nezrealizovala. V roce 1926, tedy rok po ukončení jejího stipendijního pobytu v Římě, směřovaly její kroky na Slovensko. Zde na základě pověření Václava Chaloupeckého, státního inspektora archivů a knihoven na Slovensku, pracovala po krátkou dobu na soupisu středověkých listin v Městském archivu v Košicích. Po čase stráveném v Košicích dostala M. Jeršová další stipendium, tentokrát při Historické komisi ve Vídni, kde se v letech 1926–1928 věnovala výzkumu slovenik uložených v dvorním a státním archivu.
Po návratu z Vídně Mária Jeršová Opočenská úspěšně absolvovala konkurz na místo archivářky Muzeální slovenské společnosti v Martině a získala pracovní místo ve zdejším Archivu Slovenského národního muzea. Archiv v Martině existoval sice již od roku 1907, ale až s příchodem M. Jeršové se z něho dne 1. června 1929 stalo profesionální archivní pracoviště. Archiv Slovenského národního muzea (Archiv SNM) se stal životním pracovištěm M. Jeršové, přičemž během třiceti let jejího působení zde se z této instituce stal nejlépe odborně uspořádaný a zpracovaný archiv na Slovensku. Díky její osobě se z martinského archivu podařilo zřídit prostor se speciálně vyrobenými a upravenými trezorovými skříněmi, mající všechny organizační, odborné a metodické náležitosti, které umožnily vybudovat v jeho fondech pramenný základ pro poznání slovenských národních dějin.
V období po roce 1938 se její životní osudy odvíjely na pozadí mnohostranných aktivit jejího manžela, kterým se stal roku 1931 (svatba proběhla 28. února t. r.) ruský emigrant Vladimír Jonovič Jeršov. Významným mezníkem v životě obou manželů byl rok 1944, kdy oba spolupracovali na přípravách Slovenského národního povstání (SNP), kterého se i aktivně zúčastnili. Oba manželé se stali součástí odbojového a partyzánského hnutí v jejich domovském Martině. V jejich domě se scházeli a ukrývali odbojáři a rovněž v budově Slovenského národního muzea společně se správcem Jánom Gerykom skrývali hledané osoby. V listopadu 1944 byl její manžel zajat a odvezen do koncentračního tábora v Německu. Ovšem ani přes válečné útrapy a plnění vlasteneckých povinností nezapomněla na poslání archivářky. Za dramatických okolností se jí povedlo evakuovat nejstarší a nejcennější středověký materiál z Archivu SNM v Martině do Banské Bystrice, Rakova a Mošovce. Kromě toho se snažila také nashromáždit co nejvíce materiálu k právě probíhajícím událostem, přičemž se jí podařilo vytvořit velkou sbírku materiálu, tisků a fotografií o Slovenském národním povstání a osvobozování.
M. Jeršová poslední měsíce druhé světové války přežila v Horných Obdokovcích. Po skončení války a návratu svého manžela V. J. Jeršova ze zajetí se spolu s ním rozhodla pro návrat do Martina. Zde Jeršová připravila na půdě Archivu SNM první výstavu o ilegálním hnutí a odboji v době SNP. Za aktivní účast v SNP byla v letech 1945–1947 několikrát vyznamenána (např. cenou SNP II. třídy a medailí za chrabrost). Hned po ukončení války se také zapojila z pozice členky Slovenského sboru pro otázky spojené s restitucí kulturních materiálií, ve kterém působila jako sekretářka a zapisovatelka, do vyhledávání a kompletizaci všech slovacik v maďarských a vídeňských institucí a vytvoření jejich kompletních soupisů. M. Jeršová stála i u zrodu Slovenské historické společnosti a byla také zvolena do jejího prvního výboru v roce 1946, ve kterém působila jedno volební období do roku 1950.
V 50. letech 20. století ovšem nastalo pro Jeršovou ne příliš šťastné období ve vztahu k Archivu SNM. Jeho mnohé archivní fondy a sbírky se totiž v rámci delimitace staly součástí některých nově zřízených státních archivů. Navzdory všemožné snaze M. Jeršové o záchranu archivu byl Archiv SNM v Martině s platností od 1. ledna 1960 zrušen. Většina archivních fondů tak přešla do Státního archivu v Bytči, do tehdejšího Státního slovenského ústředního archivu v Bratislavě, do Literárního archivu Matice slovenské v Martině a do Okresního archivu v Martině. Mária Jeršová k 31. prosinci 1959 rozvázala pracovní poměr v Archivu SNM, ale ještě osobně dohlížela na delimitační práce na přelomu let 1959 a 1960. S tím, že původní sbírkový fond Archivu SNM, tak jak ho ona po tři roky budovala, byl v letech 1959–1960 delimitovaný, se nikdy nesmířila. Po odchodu z muzea se ve svém domě v Martině nadále věnovala studiu, publikovala, komunikovala s historickou obcí a byla členkou některých odborných komisí.
Po smrti svého manžela Vladimíra Jonoviče Jeršova (1968) odešla roku 1969 bydlet ke své sestře do Prahy, kde strávila zbytek svého života a 14. února 1978 také zemřela. Po smrti byla převezena na hřbitov v Bystričce u Martina, kde je pohřbena společně se svým manželem.

## Dílo
První významná práce Márie Jeršové-Opočenské s názvem Slovenika uherských lisitin v domácím dvorním a státním archivu ve Vídni (Praha, Orbis 1927) byla výsledkem jejího stipendijního pobytu ve Vídni (1926–1928). V rámci vídeňského pobytu sestavila i soupis rukopisné pozůstalosti rakouského osvícenského učence slovenského původu Adama Františka Kollára, a také jeho monografii. Obě díla týkající se A. F. Kollára ovšem zůstala pouze v rukopise.
Ve 30. letech pokračovala ve slovenské ediční tradici, kterou založil František Víťazoslav Sasinek, a v které pokračoval banskobystrický archivář Samuel Petrikovich. Na „přípravnou činnost“ těchto dvou osobností navázala publikováním Slovenského diplomatára, jenž vycházel jako příloha k Sborníku muzeální slovenského společnosti v letech 1931–1936. Jeršovým původním záměrem bylo publikovat všechny listiny týkající se Slovenska podle jednotlivých archivů se zvláštním zřetelem na provenienci materiálu. Z jejího úmyslu se podařilo uskutečnit jen část, jelikož vyšel jen první svazek tohoto diplomatáře zahrnující 78 listin městeček a obcí (Liptovský Trnovec, Turany, Slovenská Ľupča, Varín) a také zemanských rodin Záborských zo Záboria, Veličovcov z Lehotky a Budcov z Budcoviec. Texty listin do r. 1526 publikovala v plném znění, mladší písemnosti pouze v regestech. Oproti zastaralému způsobu transkripce generace Sasinka a Petrikovichce ovšem použila na svou dobu moderní transkripční zásady a uváděla údaje o edicích a kritické literatuře.
Své nejvýznamnější historické dílo vydala roku 1937 v tiskárně Karla Kryla v Novém Jičíně, a to s finanční pomocí bratislavského advokáta Milana Ivanka. Jednalo se o monografii Rod Ivanka z Jordánu a Dražkoviec. M. Jeršová zde zpracovala osudy zemanské rodiny Ivankovců na pozadí hospodářsko-společenského vývoje Turčianského Svätého Martina. Toto její historicko-genealogické dílo vynikalo precizním odborným zpracováním, jelikož obsahovala i diplomatář listin turčanské a novohradské větve rodu, soupis rukopisů Samuela Ivanka, a také genealogické tabulky a mapy.
Velmi důležitým autorským počinem bylo také její zpracování prvních tištěných průvodců po archivních fondech na Slovensku. První svazek průvodce vyšel roku 1938 v pražském nakladatelství Melantrich pod názvem Inventár Archívu SNM v Turč. Sv. Martine, časť I. Tento první svazek se stal důležitou pomůckou nejen pro badatele, ale též vzorem pro přípravu podobných průvodců v následující letech. Druhý svazek průvodce pak vyšel pod názvem Inventár Archivu SNM v Martine, časť II. v Bratislavě roku 1953.
Mezi její další díla zasluhující zmínku patří rovněž časopisecké studie Andrej Kmeť a československé vztahy (1959) a Z dejín rybárstva a rybnikárstva na Slovensku (1957). Vědecky zkoumala také prameny k dějinám poddanství, šoltýsského práva, hrnčířství a keramiky, plátenictví, soukenictví atd.